# モハメド・ライヒ
モハメド・ライヒ（Mohamed Rayhi、1994年7月1日 - ）は、オランダ・アイントホーフェン出身のモロッコ人サッカー選手。サウジ・ファーストディヴィジョンリーグ・アル・ジャバラインFC所属。ポジションはMF。

## 経歴
2013年8月3日、スパルタ・ロッテルダムとの試合でプロデビューを果たした。
2018年6月25日、スパルタ・ロッテルダムと2年契約を交わした。2020年1月14日、クラブとの契約を2年延長し、2022年までとした。
2020年10月1日、アル・バーティンFCに移籍した。
2022年7月18日、アル・ダフラFCに移籍した。
2023年7月9日、アル・ジャバラインFCに移籍した。